# Denmark Hill Y Station

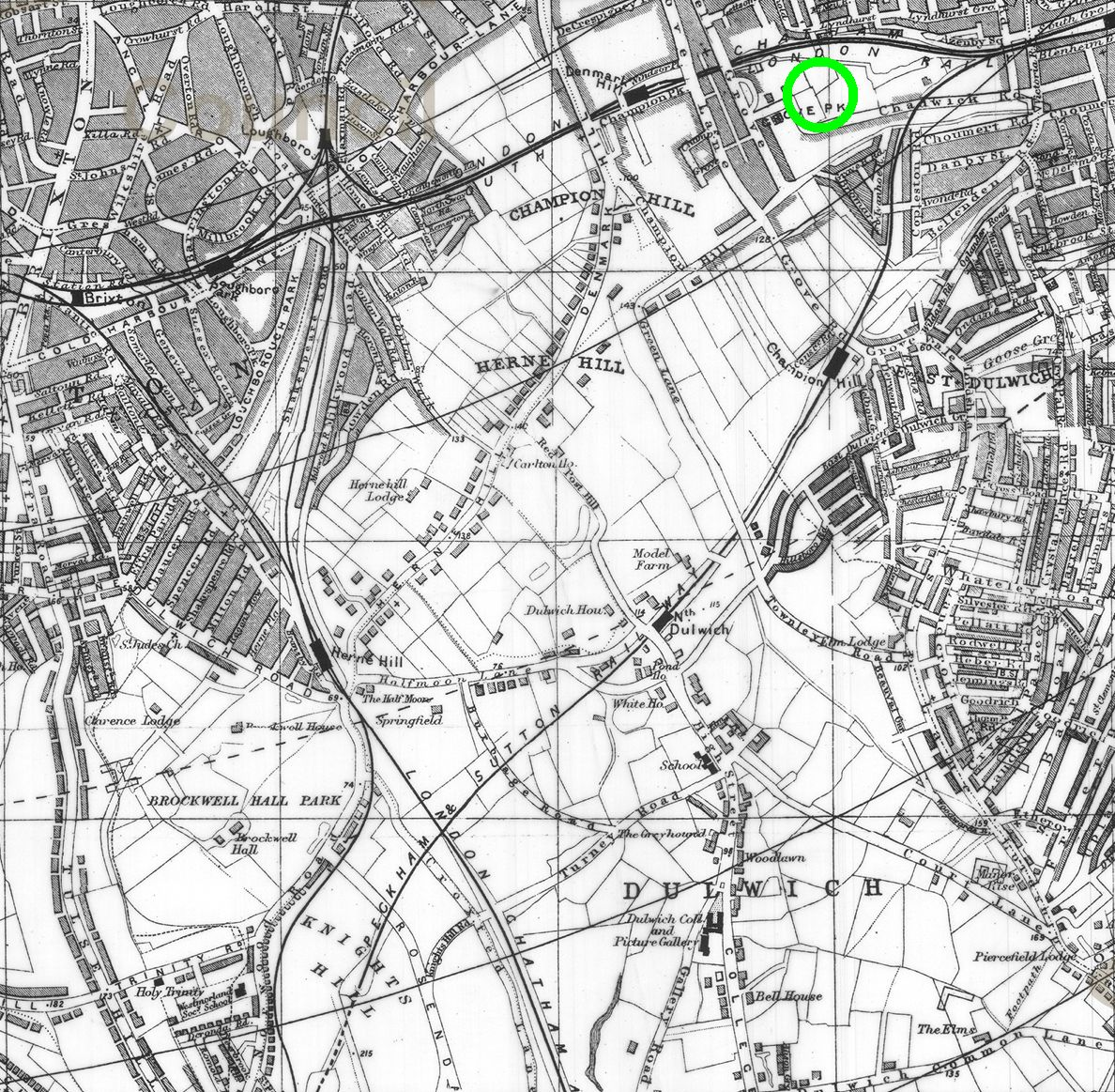
Historische Karte (1888) des Londoner Stadtteils Dulwich mit dem Denmark Hill ganz im Norden und Lage der Funkabhörstelle (grüner Kreis)

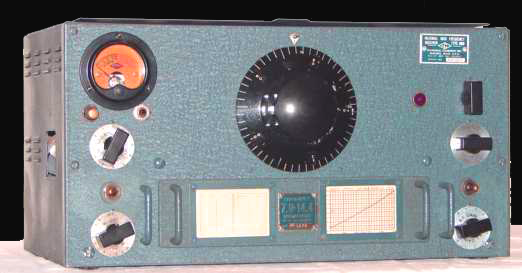
Der HRO der National Radio Company war der meistverwendete Funkempfänger in den britischen Y stations.

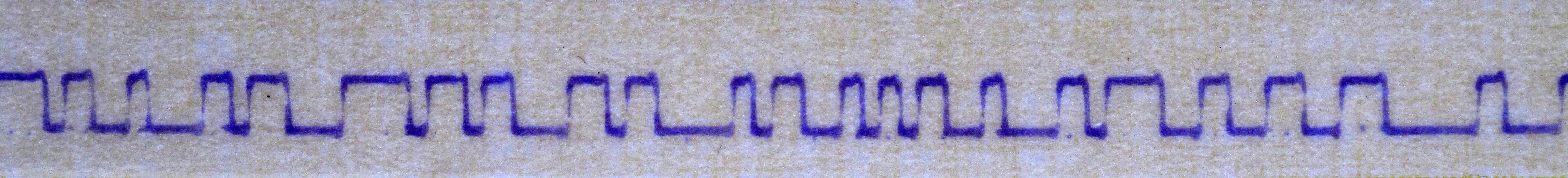
Ein typisches Undulator tape (ca. 12 mm breit und viele Meter lang), wie es benutzt wurde, um den deutschen Funkfernschreibverkehr aufzuzeichnen.

Denmark Hill Y Station (genauer: Metropolitan Police Wireless Station at Denmark Hill) war eine Funkabhörstelle des britischen Geheimdienstes. Sie lag innerhalb der damaligen Polizeidienststelle der Metropolitan Police am Denmark Hill, einem Stadtteil direkt südlich der Londoner Innenstadt im Stadtbezirk Southwark und unmittelbar nördlich von Herne Hill, in der Straße Grove Park Nr. 113. Während des Zweiten Weltkriegs war Denmark Hill eine wichtige Funkstelle (Y station) der britischen Government Code and Cypher School (G.C.& C.S.) (deutsch etwa „Staatliche Code- und Chiffrenschule“).

## Geschichte
Der Funkhorchposten wurde im Mai 1936 in der Polizeistation am Denmark Hill eingerichtet und zunächst durch Commander (entspricht Fregattenkapitän) Harold Charles Kenworthy (1892–1987) geleitet, der später, im Juni 1942, die Leitung der neugegründeten Government Communications Wireless Station (G.C.W.S.) Ivy Farm in Knockholt (25 km südöstlich von London) übernahm. Zwischen 1934 und 1937 lag der Fokus auf dem Abfangen geheimer sowjetischer Funksendungen mit der Communist Party of Great Britain.
Ab 1939, nach Beginn des Zweiten Weltkriegs, beherbergte die Station eine der britischen War Office Y Groups (W.O.Y.G.) (Funkabhörgruppen des Kriegsministeriums), deren Aufgabe es war, den feindlichen Funkverkehr abzufangen und aufzuzeichnen. Der Horchposten Denmark Hill war auf das Abfangen und Aufzeichnen von deutschen Hochgeschwindigkeits-Funksendungen spezialisiert. Hier gelang es den Briten bereits in der zweiten Jahreshälfte 1940 zum ersten Mal den brandneuen deutschen Funkfernschreibverkehr aufzufangen, der sich deutlich hörbar vom gewohnten Klang der Morsezeichen unterschied. Sie gaben ihm zunächst die Spitznamen new music („neue Musik“) und NoMo für No Morse („Kein Morse“). Etwas später wurden Funksendungen dieser Art unter dem Decknamen Fish („Fisch“) zusammengefasst. Aufgrund mangelnder Kapazität und Ressourcen wurden diese Nachrichten zunächst nur mit niedriger Priorität verfolgt und konnten nicht entziffert werden. Der kryptanalytische Einbruch gelang dann in der zweiten Jahreshälfte 1941 (siehe auch: Kryptanalyse der Lorenz-Maschine) durch die britischen Codebreakers in Bletchley Park. Nach erfolgreicher Entzifferung und nachrichtendienstlicher Auswertung der abgefangenen deutschen Funkfernschreiben fassten die Briten die nicht selten kriegswichtigen Informationen unter dem Decknamen Ultra zusammen und nutzten sie für ihre eigenen Planungen.
Unmittelbar nach dem Krieg wurde die Funkstation am Denmark Hill aufgegeben.